# Alboussière
Alboussière ist eine französische Gemeinde mit 1026 Einwohnern (Stand 1. Januar 2022)  im Département Ardèche in der Region Auvergne-Rhône-Alpes. Sie gehört zum Arrondissement Tournon-sur-Rhône und zum Kanton Haut-Vivarais. Die Bewohner werden Alboussiérois(es) genannt.

## Geografie
Alboussière liegt auf dem Plateau de Vernoux westlich der Rhone, zwischen Valence und Lamastre und grenzt an die Gemeinden Boffres und Champis. Die nächstgrößere Stadt ist Guilherand-Granges in 12 Kilometern Entfernung Richtung Südosten. Der Fluss Duzon durchquert die Gemeinde.

## Geschichte
Noch heute lassen sich Überreste menschlicher Besiedlung aus der Steinzeit finden. 
Im Mittelalter stand der Ort unter der Lehnsherrschaft der Familie Crussol und gehörte den Grafen von Uzès. Per Erlass unterstand die religiöse Gemeinde aber der Diözese Valence.
Bekannt wurde der Ort für das sogenannte Théâtre de Leyrisse, ein versuchter Aufstand gegen die Politik von Comisard de Mazel im Vivarais im Jahre 1709. Erst am 13. November 1880 erhielt die Gemeinde per Dekret ihren heutigen Namen. Zuvor hieß sie Saint-Didier-de-Crussol, benannt nach der gleichnamigen Herrscherfamilie.

### Bevölkerungsentwicklung
| Jahr                       | 1962 | 1968 | 1975 | 1982 | 1990 | 1999 | 2006 | 2016 |
| -------------------------- | ---- | ---- | ---- | ---- | ---- | ---- | ---- | ---- |
| Einwohner                  | 726  | 700  | 696  | 605  | 727  | 756  | 873  | 1035 |
| Quellen: Cassini und INSEE |      |      |      |      |      |      |      |      |

## Sehenswürdigkeiten
Die Kapelle Saint-Didier de Crussol erinnert an die Zugehörigkeit der Gemeinde zum Herrschaftsgebiet der Familie Crussol. Sie wurde bereits im 12. Jahrhundert das erste Mal erwähnt und unterstand der Abtei Saint-Chauffe du Monatier. Später schloss sie sich der Jesuitenkirche von Le Puy-en-Velay an.
Das Château de Crozat, das ebenfalls von den Grundbesitzern im 14. Jahrhundert erbaut wurde und ihnen als Wohnsitz diente ist ein weiteres bekanntes Gebäude. Im 18. Jahrhundert wurde es weiter ausgebaut und im 19. Jahrhundert vom Architekten Louis-Archille Tracol umgestaltet, sodass es heute als Unterkunft von Touristen und Seminaren dient. 
Der Granittempel des Dorfes fällt dagegen durch seinen nüchternen Baustil auf. Er wurde 1823 eingeweiht.
In der Umgebung kann man vom Col des Fans einen Panoramablick über die Gemeinde genießen. Nicht weit davon entfernt liegt der natürliche Stausee am Fluss Duzon.

## Persönlichkeiten
- Edmond Ponsoye, protestantischer Pfarrer, dessen adlige Familie aus dem heute eingemeindeten Ort Ponsoye stammt. Er war Mitglied der konsultativen Kommission „Musée du Désert“, die die Geschichte des Protestantismus in Frankreich dokumentierte.